# Radek Vítek
Radek Vítek (* 24. října 2003 Vsetín) je český profesionální fotbalový brankář, který chytá za anglický klub Bristol City FC, kde je na hostování z Manchesteru United, a za český národní tým do 20 let.

## Klubová kariéra
Vítek je odchovancem Sigmy Olomouc.
Vítek se v dubnu 2020 přesunul ve věku šestnácti let do akademie anglického velkoklubu Manchesteru United. Sigma měla za transfer inkasovat asi deset milionů korun plus případné bonusy. V mládežnických týmech Red Devils se setkal s dalšími českými gólmany Matějem Kovářem a Ondřejem Mastným. V sezoně 2021/22 si zachytal v Juniorské lize a s týmem do 18 let vyhrál FA Youth Cup.
V létě 2022 začal Vítek trénovat s A-týmem Manchesteru United a sporadicky se objevoval na lavičce náhradníků.
V lednu 2024 prodloužil Vítek svou smlouvu s Manchesterem United do léta 2027 a následně odešel na půlroční hostování do Accringtonu Stanley ze čtvrté anglické ligy. Svého debutu se Vítek dočkal 27. ledna, kdy udržel čisté konto při ligové výhře 1:0 nad Forest Green Rovers. V dresu Accringtonu odchytal Vítek 18 utkání, v nichž udržel 4 čistá konta.
V létě 2024 Vítek odešel na roční hostování do rakouského klubu FC Blau-Weiß Linz. Svůj debut si odbyl v utkání čtvrtého kola rakouské nejvyšší soutěže proti Rapidu Vídeň a čistým kontem přispěl k výhře 3:0. V průběhu celé sezony byl brankářskou jedničkou, odchytal 28 soutěžních utkání, v nichž udržel 7 čistých kont.
V červenci 2025 prodloužil Vítek svou smlouvu s Manchesterem United do roku 2028 a následně odešel na roční hostování do anglického druholigového klubu Bristol City FC. Při svém debutu v prvním kole EFL Championship proti Sheffieldu United pomohl k výhře 4:1 a byl vyhlášen hráčem zápasu.

## Reprezentační kariéra
Vítek je od roku 2018 součástí českých mládežnických reprezentací.